# Asociația de Fotbal din Malaysia
Asociația de Fotbal din Malaysia (malaieză: Persatuan Bola Sepak Malaysia) este forul ce guvernează fotbalul în Malaysia. Se ocupă de organizarea echipei naționale și a altor competiții de fotbal din stat. 

## Conducători
| Funcție    | Nume                           | Din  | Până în |
| ---------- | ------------------------------ | ---- | ------- |
| Președinți | Sir Andrew Caldecott           | 1933 |         |
| Președinți | M.B. Shelley                   |      |         |
| Președinți | Dr. J.S. Webster               |      |         |
| Președinți | S.D. Scott                     |      |         |
| Președinți | R. Williamson                  |      |         |
| Președinți | Adrian Clark                   |      | 1940    |
| Președinți | J. King                        |      |         |
| Președinți | H. Byson                       |      |         |
| Președinți | Dr. C Rawson                   |      |         |
| Președinți | Tunku Abdul Rahman             | 1951 | 1974    |
| Președinți | Tun Abdul Razak                | 1974 | 1976    |
| Președinți | Tan Sri Datuk Seri Raja Hamzah | 1976 | 1984    |
| Președinți | Sultan Haji Ahmad Shah         | 1984 |         |
| Secretari  | A.R. Singham                   | 1941 |         |
| Secretari  | Datuk Paul Mony Samuel         |      |         |
| Secretari  | Datuk Dell Akbar Khan          |      |         |
| Secretari  | Datuk Ibrahim Saad             | 2005 | 2007    |
| Secretari  | Datuk Azzuddin Ahmad           | 2007 |         |